# 1QIsa a

de grote Jesajarol

1QIsa a of de grote Jesajarol is de bekendste van de Dode Zee-rollen. De rol is geschreven op perkament en bevat de vrijwel volledige tekst van het Bijbelboek Jesaja. De rol is geschreven tussen 150 en 100 voor Christus.

## Vondst

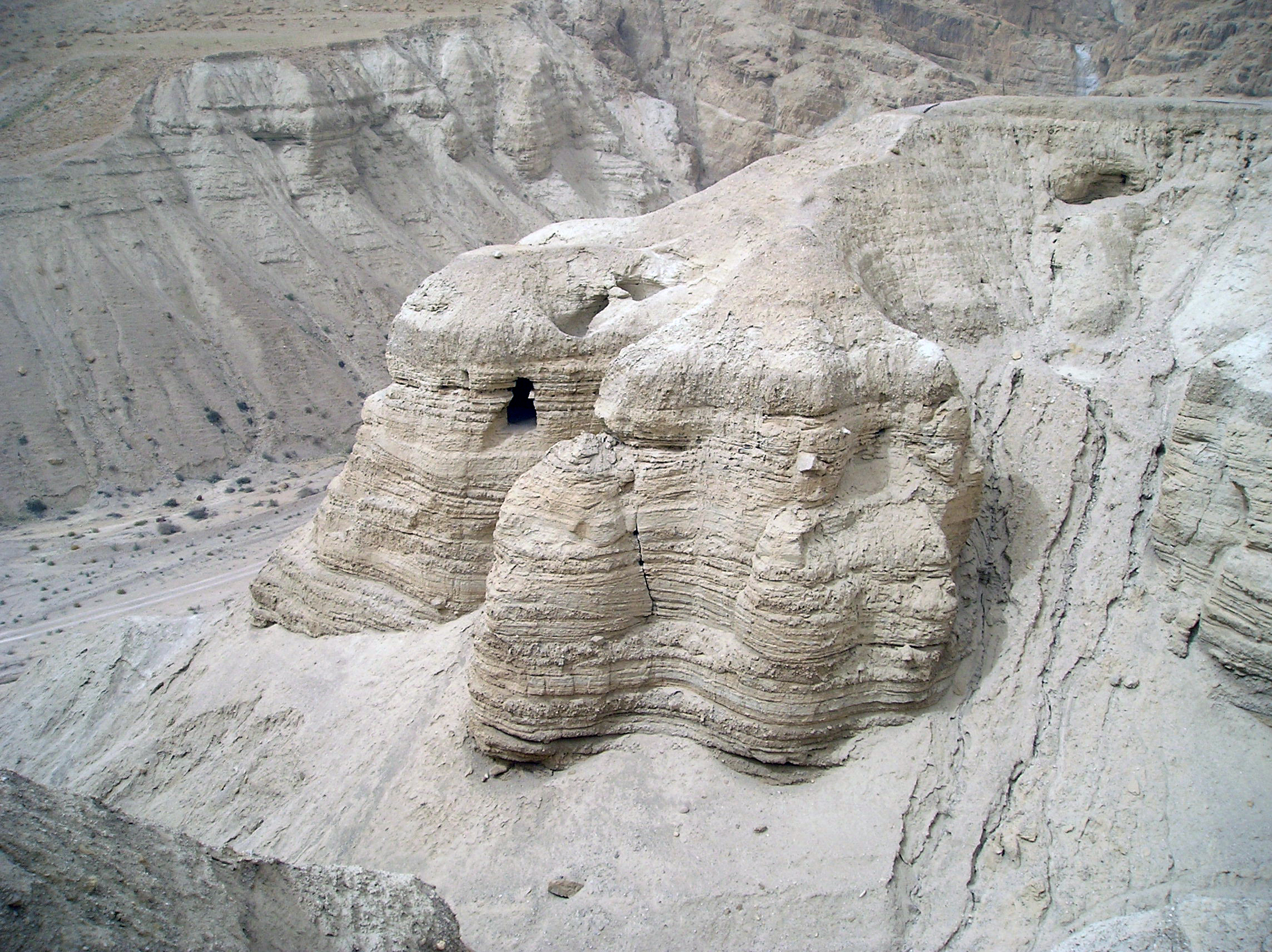
Grotten bij Qumran

1QIsa a was een van de eerste boekrollen die gevonden werden in de grotten bij Qumran in de woestijn van Judea. De rol was ter bescherming gewikkeld in linnen en bevond zich in een aardewerken kruik.
De bedoeïenen die de rol gevonden hadden, verkochten hem aan een christelijke antiquair die hem doorverkocht aan Mar Samuel, het hoofd van de Syrisch-orthodoxe Kerk van Antiochië in Jeruzalem. Deze bracht ze naar Amerika, waar hij hem met nog enkele rollen in 1954 verkocht aan de Israëlische archeoloog Yigael Yadin, die ze terug bracht naar Israel. De rol bevindt zich nu, met meer dan 200 andere fragmenten van de Dode Zeerollen, in de Schrijn van het Boek in het Israel Museum.

## Beschrijving

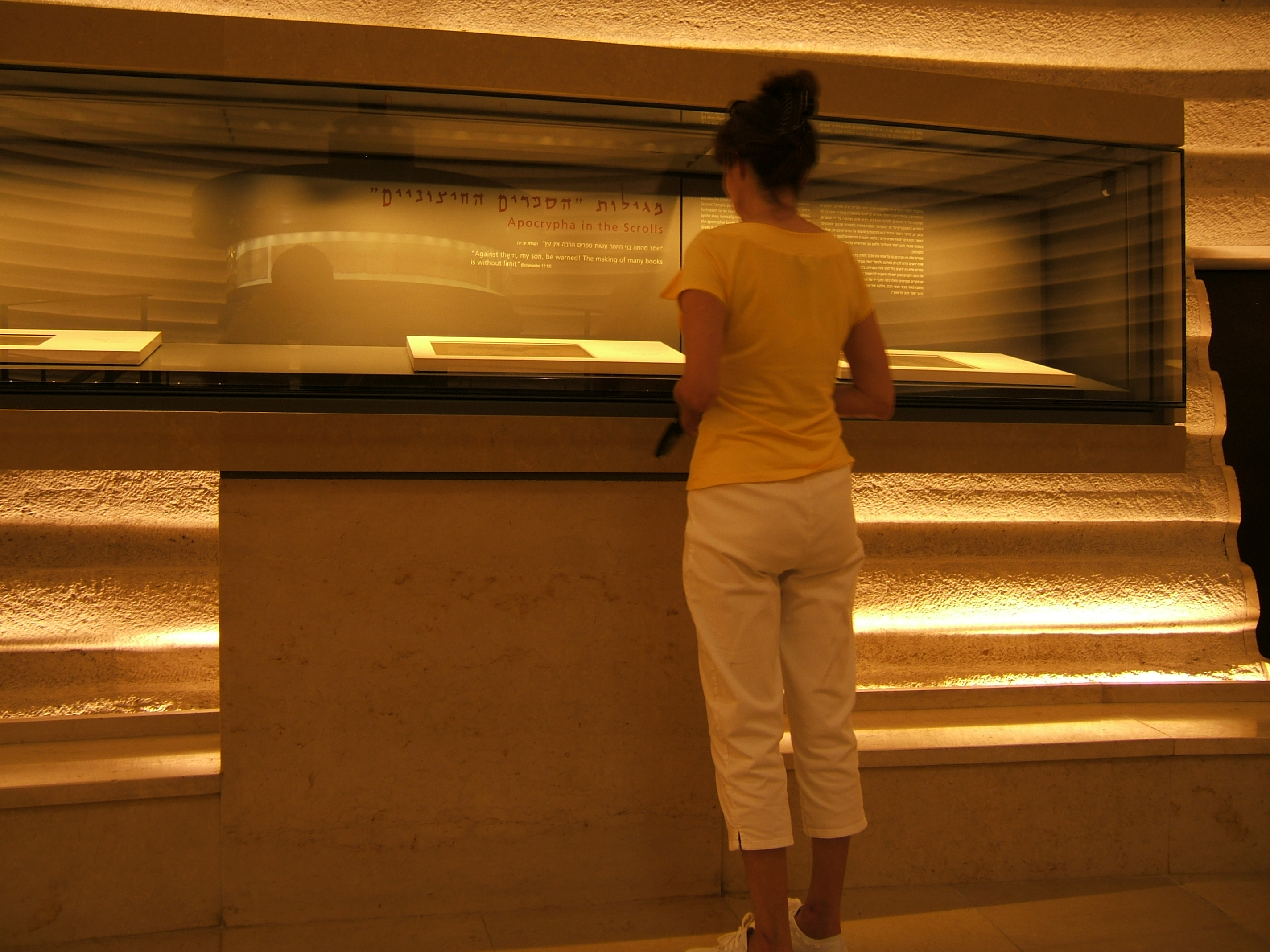
Dode Zee rollen in de Schrijn van het Boek

De rol bestaat uit 17 vellen perkament, die samen 54 kolommen tekst bevatten. De afmetingen zijn enorm; ruim zeven meter lang en ongeveer 28 cm hoog. C14-datering laat zien dat het perkament dateert van tussen 350 en 107 voor Christus. Handschriftdeskundigen concluderen dat de rol tussen 150 en 100 voor Christus geschreven is.

## Tekst
Er bevinden zich 19 kopieën van Jesaja onder de Dode Zeerollen.
1QIsa a is echter de enige die vrijwel de volledige tekst bevat. Hoewel de kopie zo’n duizend jaar ouder is dan de Codex Aleppo, de oudst bekende kopie van de Masoretische tekst zijn er opvallend weinig afwijkingen. Deze kleine varianten worden bestudeerd met behulp van tekstkritische methoden.
De kleine varianten, die zijn aangetroffen, zijn in vier groepen in te delen:
- verzen die ontbreken in de bekende handschriften en wel in 1QISA a gevonden worden of andersom; bijvoorbeeld: 2:10 ontbreekt in de rol.
- verschillen die geen verschil maken voor de betekenis van de tekst; schrijfwijze van namen, meervoud in plaats van enkelvoud enz.
- verschillen van een of twee woorden die tussen de bovengenoemde twee in zitten wat de consequenties voor de betekenis betreft. 1QIsa a vult bijvoorbeeld 1:15 (“uw handen zijn gevuld met bloed”) aan met een parallellisme (”en uw vingers met ongerechtigheid”).
- waarschijnlijk zijn sommige varianten te herleiden tot overschrijffouten van de mensen in Qumran zelf.

## Handschriftonderzoek
In 2021 publiceerden onderzoekers van de Rijksuniversiteit Groningen een onderzoek naar het handschrift van 1QIsa a Uit dit onderzoek, dat gebruik maakte van artificiële intelligentie, bleek dat de tekst door twee scribenten is geschreven. 